# 布列季市镇
布列季市镇（俄语：Муниципальное образование «Буреть»）是俄罗斯联邦伊尔库茨克州博汉区所属的一个市镇。其下辖有个居民点，行政中心为布列季。据2016年统计，该市镇的人口为1413人。